# S'at ven in meint
S'at ven in meint ("Che cosa ti viene in mente?") è il quinto album in studio di Pierangelo Bertoli pubblicato nel 1978, interamente cantato in dialetto sassolese.

## Tracce
Lato A
1. El procesiaun (Le processioni) (testo di Pierangelo Bertoli, musica di Alfonso Borghi) - 2:50
2. L'Erminia teimp adree (Erminia tanto tempo fa) (testo di Pierangelo Bertoli, musica di Marco Dieci) - 3:08
3. Otelmo e la Viseinsa (Otello e Vincenza) (testo di Pierangelo Bertoli, musica di Marco Dieci) - 2:02
4. Alete e al ragasol (Alete e il ragazzino) (testo di Pierangelo Bertoli, musica di Marco Dieci) - 3:39
5. Auguri Caterina (testo di Pierangelo Bertoli, musica di Marco Dieci) - 2:44
6. Edvige (testo di Pierangelo Bertoli, musica di Marco Dieci) - 2:44
7. Un'inseni (Un sogno) (testo di Pierangelo Bertoli, musica di Alfonso Borghi) - 2:58

Lato B
1. L'ot ed setember (L'8 settembre) (testo di Pierangelo Bertoli, musica di Marco Dieci) - 3:17
2. Marisa (testo di Pierangelo Bertoli, musica di Alfonso Borghi) - 3:09
3. Iachem (Giacomo) (testo di Pierangelo Bertoli, musica di Marco Dieci)  - 3:46
4. Victori e un pera ed breegh (Vittorio e un paio di calzoni) (testo di Pierangelo Bertoli, musica di Marco Dieci) - 2:52
5. Daulf (Adolfo) (testo di Pierangelo Bertoli, musica di Marco Dieci) - 3:11
6. Roca Blues (dal nome di un centro culturale) (testo di Pierangelo Bertoli, musica di Marco Dieci) - 3:27

## Formazione
- Pierangelo Bertoli – voce, chitarra
- Marco Dieci – chitarra acustica, chitarra classica, tastiera, armonica
- Gianni Bertoli – batteria
- Gabriele Monti – chitarra elettrica
- Claudio Ughetti – fisarmonica, chitarra ritmica
- Danilo Bertelli – sax, cori, clarino